# カガミル島
カガミル島 (カガミルとう、Kagamil Island、アレウト語: Qagaamila)はアラスカ州アリューシャン列島フォー・マウンテンズ諸島にある島。チュギナダック島の北6.0 km、ウリアガ島の南1.9 kmの所にある。長さ10.0 km 、幅5.0 km。島の南半分は、2つの頂上を持つカガミル火山が占める: 一つは海抜890 m、もう一つは690 m。